# Háláchá
A háláchá  vagy halóchó  (héber: הֲלָכָה) a zsidó vallási törvények gyűjteménye, amelyek az írott és a szóbeli Tórából származnak. A bibliai parancsolatokon (mitzvot), a későbbi talmudi és rabbinikus törvényeken, valamint több könyvben, például a Sulchán Áruchban összeállított szokásokon és hagyományokon alapul. Gyakran "zsidó törvény"nek fordítják, bár pontosabb fordítása lehet "a viselkedés módja". A héber kifejezés gyökere (הלך), amelyet erre használnak, azt jelenti, hogy "viselkedni" ("menni" vagy "járni"). A háláchá tehát nemcsak a vallási gyakorlatokat és hitet irányítja; hanem a mindennapi élet számos vonatkozását is. 

## A zsidó közösségeknél
Az ortodox zsidók azt állítják, hogy a háláchá a Tóra isteni törvényéből, a rabbinikus törvényekből, a rabbinikus rendeletek és a zsidó hagyományok kombinációjából ered. Mint ilyet, megmásíthatatlan tekintélyként kell tisztelni. Hiszik, hogy a háláchá egy olyan vallási törvény, amelynek magja Isten kinyilatkoztatott akaratát képviseli. A haredi zsidók általában azt állítják, hogy még a minhagokat (a hagyományokat/szokásokat) is érintetlenül kell hagyni. A modern ortodox zsidók általában hajlamosabbak a hagyományok korlátozott módosítására.
A konzervatív zsidóknak eltérő a véleménye a Tóra eredetéről és mai tekintélyéről, és úgy vélik, hogy  újraértelmezhető. Nézetük az, hogy a Tóra nem Istennek a szó szoros értelmében vett szava. Úgy gondolják, hogy a Tóra bár még mindig kötelező érvényű, de általában igyekeznek a mai történelmi tanulmányozási módszereket használni annak megismerésére és bizonyos esetekben  a mai világra való tekintettel hajlandóbbak megváltoztatni a szabályozást.
A reformjudaizmus és a humanista judaizmus a háláchát a hagyományaik fontos elemeként kezeli, ugyanakkor kortárs kritikának vetik alá. Inkább útmutatóként kezelik, mint végső tekintélyként.